# Sainte-Honorine-des-Pertes
Sainte-Honorine-des-Pertes is een plaats en voormalige gemeente in het Franse departement Calvados in de regio Normandië. De plaats maakt deel uit van het arrondissement Bayeux. Op 1 januari 2017 fuseerde de gemeente met Russy tot de commune nouvelle Aure sur Mer.

## Geografie
De oppervlakte van Sainte-Honorine-des-Pertes bedraagt 5,7 km², de bevolkingsdichtheid is 72,8 inwoners per km².
De onderstaande kaart toont de ligging van Sainte-Honorine-des-Pertes met de belangrijkste infrastructuur en aangrenzende gemeenten.

## Demografie
Onderstaande figuur toont het verloop van het inwonertal (bron: INSEE-tellingen).
Vanwege een beveiligingsprobleem met de MediaWiki Graph-software is het momenteel niet mogelijk deze grafiek weer te geven. Zodra de software is bijgewerkt zal de grafiek vanzelf weer zichtbaar worden.